# Niemierzyce (województwo mazowieckie)
Niemierzyce – osada w Polsce, w województwie mazowieckim, w powiecie ciechanowskim, w gminie Opinogóra Górna.
Do 31 grudnia 2023 miejscowość była częścią wsi Załuże-Imbrzyki.
Osada wchodzi w skład sołectwa Załuże-Imbrzyki.